# سفارة الولايات المتحدة في ألمانيا
سفارة الولايات المتحدة في ألمانيا هي أرفع تمثيل دبلوماسي لدولة الولايات المتحدة لدى ألمانيا. تقع السفارة في Dorotheenstadt ‏ وهي تهدف لتعزيز المصالح الأمريكية في ألمانيا.

## وصلات خارجية
- الموقع الرسمي
- قائمة سفارات الولايات المتحدة
- قائمة السفارات في ألمانيا